# Surbiton
Surbiton est un quartier bordant la Tamise dans la région suburbaine de Londres, dans le district royal de Kingston upon Thames.
À la suite du London Government Act de 1963, Surbiton a été détaché du Comté du Surrey pour être rattaché au Grand Londres en 1965. L'architecture est un blend (mélange) de style Art déco et du style architectural victorien du XIXe siècle perdus dans un océan d'immeubles ou de maisons individuelles modernes.

## Résidents célèbres
Le romancier Thomas Hardy y vécut pendant les années 1870. La biochimiste Dorothy Wrinch y a passé son enfance, et la romancière Enid Blyton y était employée de 1920 à 1924.